# Un bungalow pour six

Un bungalow pour six (The Cabin) est un téléfilm américain réalisé par Brian Trenchard-Smith et diffusée le 30 juillet 2011 sur Hallmark Movie Channel.

## Synopsis
D'un côté Lily et ses deux enfants et de l'autre Conor et ses deux enfants également. Les deux familles ont réservé un chalet dans un camp de vacances en Écosse où se déroule la rencontre des Macs, sauf que les deux familles portent toutes les deux le même nom de famille, MacDougal, et que les gérants de ce fait leur ont attribué le même bungalow. La cohabitation risque d'être mouvementée. En plus de la cohabitation parmi les quatre familles finalistes des épreuves de la rencontre des Macs se trouve celle de Lily et celle de Conor. Afin d'arranger les choses, le tirage à la courte paille les désigne pour faire un binôme.

## Fiche technique
- Réalisation : Brian Trenchard-Smith
- Histoire : Dennis A. Pratt et Gary Goldstein
- Mise en scène : Gary Goldstein
- Pays d'origine :  États-Unis
- Langue originale : anglais
- Durée : 85 minutes

## Distribution
- Lea Thompson (VF : Magali Barney) : Lily
- Steven Brand : Conor
- Bel Powley (VF : Adeline Chetail) : Sydney
- Alice Felgate (VF : Maïa Michaud) : Bailey
- Ross Finegan : Miles
- Scott Graham : Tim
- Eileen Byrne : Molly
- Eamon Rohan : Gerard
- Orla O'Rourke (VF : Nathalie Kanoui) : Heather
- Stephen D'Arcy : Donald
- Niamh Shaw : la vendeuse
- Craig Connolly : Kevin
- Bill Murphy : Jack MacAllister

 Source et légende : version française (VF) sur RS Doublage et selon le carton de doublage télévisuel.